# Joseph Kohn
Joseph John Kohn (Praga, 18 de maio de 1932 - 13 de setembro de 2023) foi um matemático estadunidense.